# Saint-Côme-d'Olt
Saint-Côme-d'Olt (en occitano Sant Cosme) es una comuna francesa del departamento del Aveyron en la región de Mediodía-Pirineos. Sus varias iglesias (consecuencia del paso por la misma de la Via Podiensis del Camino de Santiago), castillo medieval (actualmente sede del ayuntamiento) y demás patrimonio histórico artístico le valen estar incluida en la categoría de Les plus beaux villages de France.

## Demografía
| 1057 | 1003 | 1103 | 1207 | 1198 | 1257 |
| Para los censos de 1962 a 1999 la población legal corresponde a la población sin duplicidades (Fuente: INSEE [Consultar]) |      |      |      |      |      |